# Gemeentelijke herindelingsverkiezingen in Nederland 1972
Gemeentelijke herindelingsverkiezingen in Nederland 1972 geeft informatie over tussentijdse verkiezingen voor een gemeenteraad in Nederland die gehouden werden in 1972.
De verkiezingen werden gehouden in 25 gemeenten die betrokken waren bij een grenswijzigings- of herindelingsoperatie.

## Verkiezingen op 6 september 1972
- de gemeenten Sint-Pancras, Koedijk en Oudorp: samenvoeging tot een nieuwe gemeente Sint-Pancras;[2]
- de gemeente Alkmaar: bij de gemeentelijke herindeling in Noord-Holland werden tevens zodanige grenswijzigingen doorgevoerd met deze gemeente dat tussentijdse verkiezingen noodzakelijk waren geworden.[2]

Door deze herindeling daalde het aantal gemeenten in Nederland per 1 oktober 1972 van 865 naar 863.

## Verkiezingen op 15 november 1972
- de gemeenten Eethen, Veen en Wijk en Aalburg: samenvoeging tot een nieuwe gemeente Aalburg;[3]
- de gemeenten Blokzijl, Giethoorn, Vollenhove en Wanneperveen: samenvoeging tot een nieuwe gemeente Brederwiede;[4]
- de gemeenten Blankenham, Kuinre en Oldemarkt: samenvoeging tot een nieuwe gemeente IJsselham;[4]
- de gemeenten Steenwijk en Steenwijkerwold: samenvoeging tot een nieuwe gemeente Steenwijk;[4]
- de gemeenten Almkerk, Andel, Giessen, Rijswijk en Woudrichem: samenvoeging tot een nieuwe gemeente Woudrichem;[3]
- de gemeente Werkendam: bij de gemeentelijke herindeling van het Land van Heusden en Altena werden tevens zodanige grenswijzigingen doorgevoerd met deze gemeente dat tussentijdse verkiezingen noodzakelijk waren geworden.[3]

## Verkiezingen op 22 november 1972
- de gemeenten Gennep en Ottersum: samenvoeging tot een nieuwe gemeente Gennep;[5]
- de gemeente Bergen: bij de gemeentelijke herindeling in Noord-Limburg werden tevens zodanige grenswijzigingen doorgevoerd met deze gemeente dat tussentijdse verkiezingen noodzakelijk waren geworden.[5]

Door deze herindelingen daalde het aantal gemeenten in Nederland per 1 januari 1973 van 863 naar 850.